# رابطة كرة القدم اليابانية 2012
رابطة كرة القدم اليابانية 2012 (باليابانية: 第14回日本フットボールリーグ) هو الموسم 21 من رابطة كرة القدم اليابانية ‏. أقيم خلال الفترة 11 مارس 2012 وحتى 18 نوفمبر 2012، وأشرف على تنظيمه رابطة كرة القدم اليابانية ‏، وكان عدد الأندية المشاركة فيه 17، وفاز فيه V-Varen Nagasaki ‏.